# Самсон Чернов
Самсон Чернов (1887 — Бијариц, 1929) био је руски и српски ратни фотограф, сниматељ и сликар јеврејског порекла.

## Биографија
Као седамнаестогодишњак приступио је руској војци током Руско-јапанског рата (1904—1905). У Србију је стигао 1912. године као дописник руских новина „Новоје времја” и „Рускоје слово”. Имао је уговор и са француским издавачима, па су његове фотографије из периода Првог балканског рата објављене у листу „Илустрасион“ (фр. L'Illustration). Наставио је са радом и за време Другог балканског рата. Током 1913. снимио је два кратка филма, „Једрене после заузећа“ и „Битка на Брегалници“, а у августу 1913. приредио је изложбу са 400-500 фотографија из периода балканских ратова у Официрском дому у Београду. Осим тога, у пролеће наредне године приредио је и изложбу у хотелу „Асторија“ у Петрограду, али је том приликом осим фотографија изложио и неколико уља на платну.
Након избијања Првог светског рата, Чернов је са Французом Анријем Барбисом добио аутомобил и возача, како би што лакше обављао своја задужења. Снимао је злочине аустроугарских јединица у Мачви и Посавини. Ипак, у септембру 1914. врховна команда српске војске прикључила га је филмској екипи Ђоке М. Богдановића, власника биоскопа „Касина”. Екипа је снимала дешавања на фронту према реци Сави, град Шабац у рушевинама, прелазак српске војске преко Саве, дејства у Срему и разарање Београда. Чернов се и у том периоду бавио фотографијом и учествовао је у повлачењу српске војске преко Албаније.
По доласку на Крф, председник српске владе, Никола Пашић, одлучио је да га пошаље у Европу. У Лондону је 5. јуна 1916. у Галерији Краљевског института отворена изложба фотографија и акварела „Срби, децембра 1915“ с мотивима из ратова 1912-1915, а изложбу је отворио руски кнез Михаил Михаилович Романов. Изложби су присуствовали Никола Пашић, амбасадори свих савезничких држава и око 600 других званица, а сам Чернов је том приликом говорио о борбама српског народа против Турака и касније против Аустријанаца и Немаца.
У јулу 1916. вратио се на Крф и изразио жељу да буде крштен и да узме православну веру (потицао је из јеврејске породице). Кум му је био генерал Божидар Терзић и на крштењу 16. јула 1916. добио је име српског регента Александра.
Након револуције у Русији 1917. године, Чернов се као присталица „белих“ није могао вратити у домовину, те је одлучио да узме француско држављанство.
Пред крај Првог светског рата, Пашић га је послао у САД и већ у марту 1918. Чернов је организовао изложбу фотографија и акварела у „Гранд централ паласу” у Њујорку, а „Њујорк тајмс“ је 17. марта 1918. објавио интервју с њим. Током читавог боравка у Америци носио је униформу капетана српске војске.
У априлу 1919. Чернов је у Паризу одржао серију предавања о Србима и њиховој борби.
Године 1920. купио је вилу у француском граду Бијариц, где је живео са супругом Американком. Преминуо је фебруара 1929.

## Изложба
У Музеју ПТТ-а у Београду, октобра-новембра 2012, организована је изложба о делу Чернова. Изложбу је приредио кустос Милорад Јовановић

## Галерија
- Краљ Петар на бојишту
- Повлачење српске војске
- Српска артиљерија
- У изгнанству
- Транспорт муниције
- Границе људске издржљивости
- Гробље код Једрена
- Калемегдан 1914
- Крф 1916
- Курири
- Регент Александар врши смотру
- Извиђач Драгутин Матић - око соколово